# Watamu
Watamu est un petit village côtier du Kenya. La grande ville la plus proche est Malindi, reliée fréquemment par matatu.

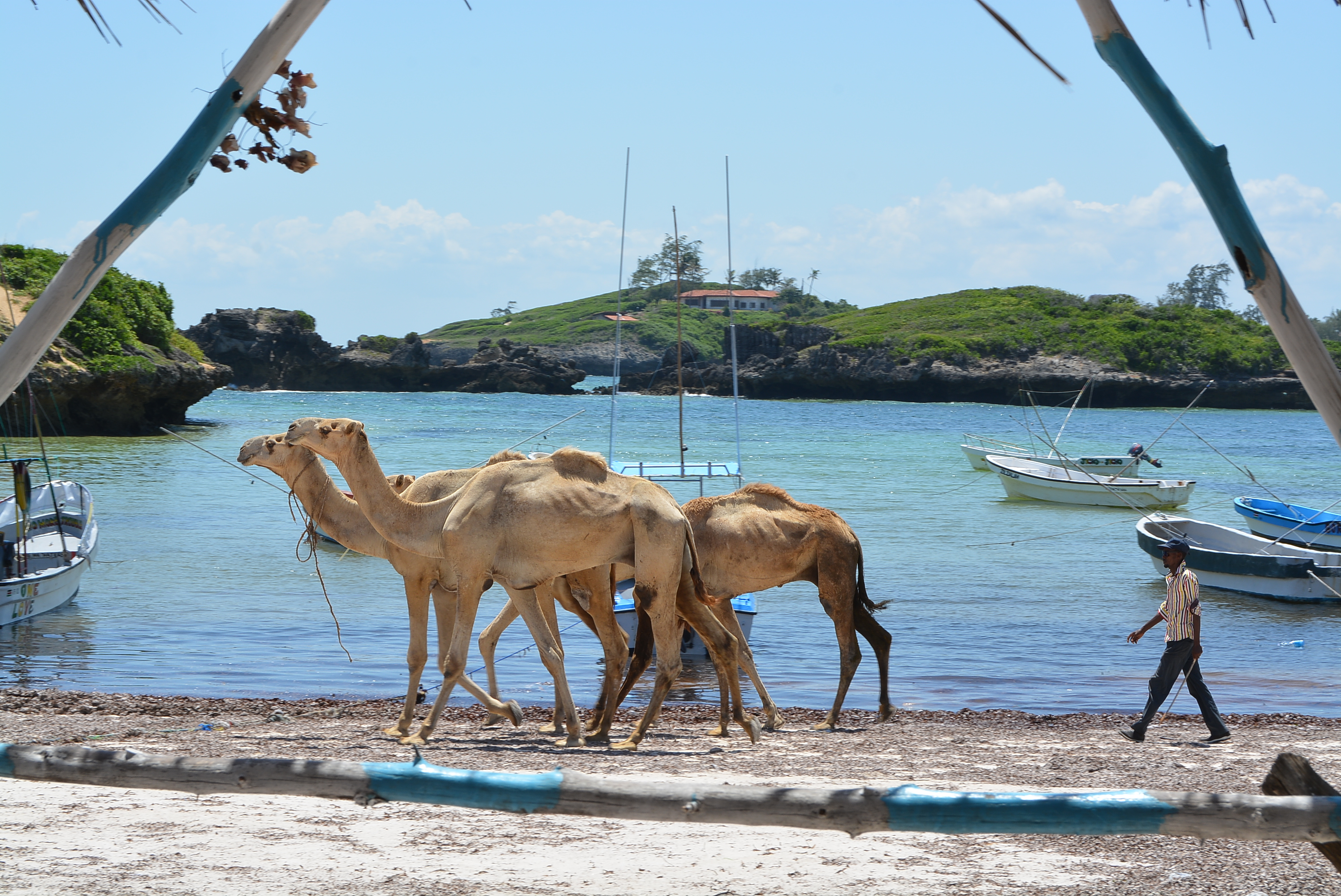
Dromadaires déambulant sur la plage.

Ces dernières années le village est passé d'un tranquille village swahili à une destination touristique populaire. Le littoral de la région qui propose des plages de sable blanc et des formations coralliennes est disposé en trois baies : baie de Watamu, baie bleue, baie de la tortue, protégé en tant que partie du parc national marin Watamu. Le parc marin est considéré comme l'un des meilleurs sites de plongée de la côte de l'Afrique de l'Est.